# GABAB receptor
GABAB receptori (GABABR) su metabotropni transmembranski receptori za gama-aminobuternu kiselinu (GABA) koji su vezani putem G proteina za kalijumske kanale. Promena koncentracije kalijuma hiperpolarizuje ćeliju na kraju akcionog potencijala. GABAB posredovana promena potencijala je -100 mV, to je znatno više od promene potencijala koju proizvodi GABAA. GABAB receptori su prisutni u centralnom i perifernom autonomnom nervnom sistemu.

## Funkcije
Oni mogu da stimulišu otvaranje + kanala ćime se neuron približava ravnotežnom potencijalu K+ jona, te dolazi do popularizaciju neurona. Time se sprečava otvaranje natrijumovog kanala, dejstvo akcionog potencijala, i otvaranje VDCC kanala, te se zaustavlja otpuštanje neurotransmitera. GABAB receptori se smatraju inhibitornim receptorima.
GABAB receptori takođe mogu da umanje aktivnost adenilil ciklaze i da redukuju ćelijsku provodnost za Ca2+.
GABAB receptori posreduju dejstvo etanola, i gama-hidroksibuterne kiseline (GHB). Nedavna istraživanja sugeriraju da ovi receptori imaju važnu ulogu u razvoju organizma.

## Struktura
GABAB receptori imaju sličnu strukturu sa metabotropnim glutamatnim receptorima. Poznata su dva podtipa receptora, GABAB1 i GABAB2,. Oni se javljaju kao heterodimeri u neuronskim membranama. Do dimerizacije dolazi putem formiranja nevezujućih interakcija njihovih intracelularnih C terminusa.
Smatra se da vezivanje liganda uzrokuje znatnu konformacionu promenu aktivnog mesta.

## Selektivni ligandi

### Agonisti
- GABA
- Baklofen je GABA analog koji deluje kao selektivni agonist GABAB receptora, i koristi se kao relaksant mišića.
- Gama-hidroksibutirat (GHB)
- Fenibut
- 3-Aminopropilfosfinska kiselina
- Lesogaberan
- : 3-Aminopropil(metil)fosfinska kiselina, više od 10 puta je potentniji od baklofena kao GABAB agonist, ali je i GABAC antagonist

### Pozitivni alosterni modulatori
- [8][9]
- [10]
- [11]

### Antagonisti
- Saklofen
- Faklofen
- : 3-([(3,4-Dihlorofenil)metil]amino]propil) dietoksimetil)fosfinska kiselina, CAS# 139667-74-6
- : -1-(3,4-Dihlorofenil)etil]amino-2-hidroksipropil)(fenilmetil)fosfinska kiselina, CAS# 149184-22-5
- [12][13]